# Ipiranga do Piauí
Ipiranga do Piauí is een gemeente in de Braziliaanse deelstaat Piauí. De gemeente telt 9.739 inwoners (schatting 2009).